# 柳ヶ瀬駅
柳ヶ瀬駅（やながせえき）は、かつて滋賀県伊香郡余呉村柳ヶ瀬（現・長浜市余呉町柳ヶ瀬）に存在した日本国有鉄道（国鉄）柳ヶ瀬線の駅である。

## 歴史
かつては国有鉄道の終着駅であり、同じく終着駅であった洞道西口駅と徒歩連絡が可能であった。
- 1882年（明治15年）3月10日：国有鉄道長浜 - 当駅間延伸に伴い、一般駅として開業[2]。同時に国有鉄道洞道口駅が金ヶ崎 - 洞道口開通と同時に開業。いずれも当時は終着駅で、2駅は徒歩連絡が可能であった。
- 1883年（明治16年）10月ごろ：洞道口駅が洞道西口駅に改称[1]。
- 1884年（明治17年）4月16日：当駅 - 洞道西口間が開業[1]。洞道西口駅は廃止となる[1]。
- 1909年（明治42年）10月12日：線路名称制定、北陸本線所属駅となる。
- 1927年（昭和2年）2月9日 - 昭和2年豪雪により積雪深九尺四寸を記録[3]。
- 1957年（昭和32年）10月1日：木ノ本 - 敦賀間の現行線開通に伴い、柳ヶ瀬線に所属線変更[4]。同時に貨物・荷物の取扱を廃止、駅員無配置の旅客駅となる[4]。
- 1964年（昭和39年）5月11日：柳ヶ瀬線廃線に伴い廃止[1]。

## 駅構造
北陸本線時代は相対式ホーム2面2線を有する地上駅。柳ヶ瀬線となった後は、交換設備が撤去され単式ホーム1面1線のみとなっていた。

## 利用状況
| 年度               | 1日平均乗車人員 |
| ------------------ | --------------- |
| 1957年（昭和33年） | 76              |
| 1958年（昭和34年） | 109             |
| 1959年（昭和35年） | 109             |
| 1960年（昭和36年） | 118             |

## 駅跡地
国道に転用された以外はあまり変化がない。ホーム跡はバス転換当初はそのまま存続していたが、いつ撤去されたのか草に埋もれたのかは不明。
以前はバス停待合室に駅名標（柱用）が残されていたが現存しない。末期は文字が判読できないほど劣化していた。

## 隣の駅
日本国有鉄道
柳ヶ瀬線
中ノ郷駅 - 柳ヶ瀬駅 - 雁ヶ谷駅